# Cavendish (Vermont)
Cavendish és un poble del Comtat de Windsor a l'estat de Vermont dels Estats Units d'Amèrica.

## Demografia
Segons el cens dels Estats Units del 2000 Cavendish tenia 1.470 habitants, 617 habitatges, i 420 famílies. La densitat de població era de 14,3 habitants per km².
Dels 617 habitatges en un 25,8% hi vivien nens de menys de 18 anys, en un 57,5% hi vivien parelles casades, en un 7,6% dones solteres, i en un 31,8% no eren unitats familiars. En el 23,5% dels habitatges hi vivien persones soles el 10,9% de les quals corresponia a persones de 65 anys o més que vivien soles. El nombre mitjà de persones vivint en cada habitatge era de 2,37 i el nombre mitjà de persones que vivien en cada família era de 2,8.
Per edats la població es repartia de la següent manera: un 20,7% tenia menys de 18 anys, un 5,2% entre 18 i 24, un 28,1% entre 25 i 44, un 28,2% de 45 a 60 i un 17,9% 65 anys o més.
L'edat mediana era de 42 anys. Per cada 100 dones de 18 o més anys hi havia 97 homes.
La renda mediana per habitatge era de 34.727 $ i la renda mediana per família de 41.591 $. Els homes tenien una renda mediana de 30.223 $ mentre que les dones 22.206 $. La renda per capita de la població era de 18.420 $. Entorn del 2,4% de les famílies i el 6,3% de la població estaven per davall del llindar de pobresa.